# ویسیان (سروآباد)
ویسیان یک روستا در ایران است که در دهستان اورامان تخت شهرستان سروآباد واقع شده‌است. ویسیان ۲۴۷ نفر جمعیت دارد.